# Katastrofa samolotu Po-2 pod Przesieką
Katastrofa samolotu Po-2 pod Przesieką – wypadek lotniczy, który miał miejsce 26 listopada 1946 roku w okolicy Przesieki w Karkonoszach. W jego wyniku zginęły cztery osoby.

## Przebieg wydarzeń
23 listopada 1946 roku o godzinie 3:00 nad ranem na teren szkoły szybowcowej w miejscowości Grunów (obecnie Jeżów Sudecki) dostało się nielegalnie pięć osób, które sterroryzowały i obezwładniły dwóch wartowników. Jeden z napastników pilnował strażników, którym zabrano broń, a czterech pozostałych dostało się do hangaru i wyprowadziło garażujący tam dwupłatowy samolot Po-2 (tzw. kukuruźnik) o numerach SP-AFW, wykorzystywany do wyciągania szybowców. Po dwudziestu minutach samolot wzbił się w powietrze z czterema osobami na pokładzie. Mężczyzna pilnujący strażników opuścił lotnisko o godzinie 4:00 rano. Wartownicy oswobodzili się, jednak z powodu celowo uszkodzonej łączności telefonicznej nie mogli zawiadomić o incydencie; zmuszeni byli czekać na drugą zmianę. Ostatecznie o zdarzeniu poinformowano Powiatowy Urząd Bezpieczeństwa Publicznego w Jeleniej Górze.

## Śledztwo
2 grudnia 1946 roku na terenie leśnictwa Matejkowice (dziś Przesieka) dwóch Niemców pracujących w leśnictwie znalazło wrak samolotu oraz – jak poinformowali – zwłoki dwóch osób. O znalezisku powiadomiono zastępcę komendanta strażnicy WOP w Matejkowicach (dzisiaj Przesieka) ppor. Stanisława Woroneckiego. W wyniku przeszukania znaleziono zwłoki czterech osób, które wcześniej uprowadziły samolot, i ustalono ich personalia. Przy zwłokach Władysława Burławskiego znaleziono dokumenty, pistolet i 13 sztuk amunicji, przy zwłokach Franciszka Rybczyńskiego – pistolet Vis, 36 sztuk amunicji i dwa portfele z gotówką na kwotę 1310 zł. Przy zwłokach Alfreda Szymańskiego znaleziono notatki osobiste, a Rudolfa Szymańskiego – różaniec i miniaturki Krzyża Walecznych.
Odszukano również żołnierza, który o krytycznej godzinie przez około 2 minuty słyszał warkot samolotu, jednak według jego zeznań nie towarzyszyły mu dźwięki wskazujące na rozbicie. Funkcjonariusze UB stwierdzili, że pseudonimy, a także odznaczenia wojskowe sprawców czynu, wskazywały na ich powiązania z Armią Krajową.
Komisja Ministerstwa Komunikacji, która badała wypadek, stwierdziła, że bezpośrednią przyczyną zdarzenia była nieumiejętność prowadzenia samolotu przy prawdopodobnych wówczas prądach znoszących, nadmierne obciążenie (samolot przystosowany był do przewozu 2 osób), wiry powietrzne i brak oświetlenia zegarów pokładowych.
Nie znaleziono piątego uczestnika napadu na lotnisko ani innych współuczestników. Jako przyczynę uprowadzenia samolotu przyjęto chęć ucieczki na Zachód, prawdopodobnie do Austrii. Śledztwo umorzono dwa miesiące później.

## Ofiary
- Władysław Burławski, lat 26, ur. we Lwowie
- Franciszek Rybczyński, lat 20, ur. w Łucku
- Rudolf Szymański ps. Marek, lat 24
- Alfred Szymański ps. Felek, lat 20

Wypadek upamiętniony jest przez znajdujący się w lesie nad Przesieką prosty, metalowy krzyż z tabliczką „Tu spoczywa dwóch braci pilotów Alfred i Rudolf Szymański wraz z dwoma kolegami. Zginęli śmiercią lotników dnia 26 listopada 1946 roku. Cześć Ich pamięci”. Przed krzyżem na betonowej płycie znajdują się resztki zardzewiałych części rozbitego samolotu.